# Synodontis batensoda
Synodontis batensoda là một loài cá da trơn thuộc họ Mochokidae. Nó phân bố không đều ở các vùng nước nội địa trên khắp châu Phi từ Sénégal đến Ethiopia. Nó được mô tả lần đầu tiên bởi Eduard Rüppell năm 1832 trong bài báo "Continuation of the description and figure of several new fish, in the Nile. p1-14".

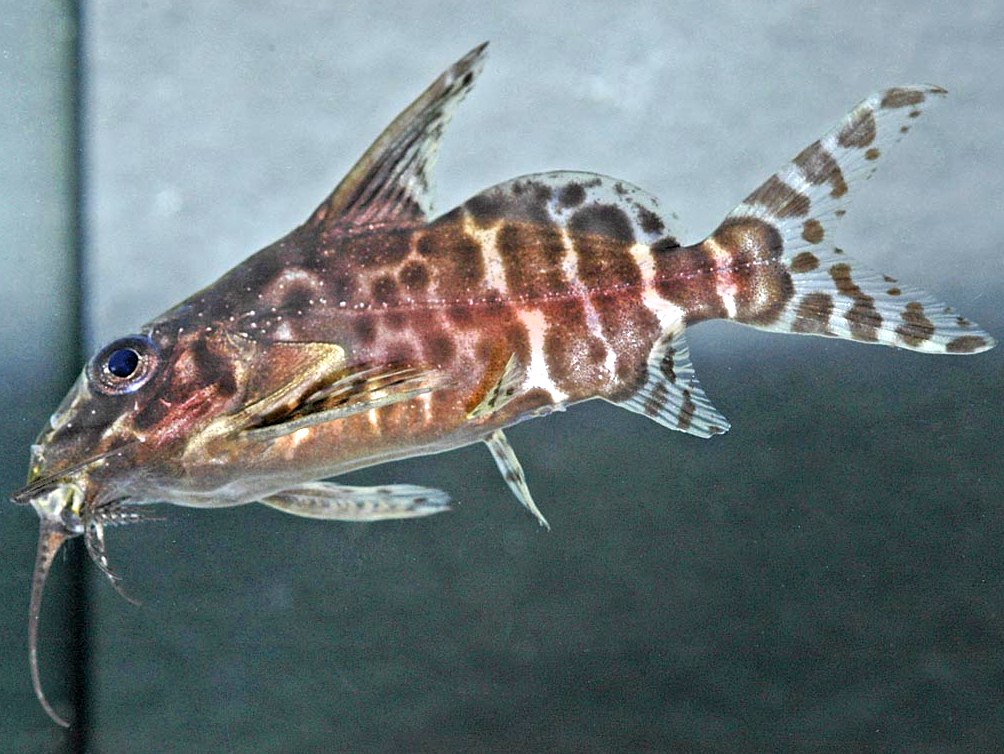

Hiện tại, loài cá này đã tuyệt chủng ở vùng Bắc Phi, nhưng vẫn thường được tìm thấy ở Cairo vào mùa lũ. Ngoài ra, nó xuất hiện ở sông Nile trắng (White Nile), sông Nile xanh (Blue Nile), sông Baro ở phía đông bắc châu Phi và các lưu vực sông Chad, Niger, Sénégal, Gambia ở phía tây châu Phi. Nó thường sống ở các vùng nước có dòng chảy yếu và vùng đầm lầy giáp với các con sông lớn, nhiệt độ nước từ 23 đến 27 °C (73 đến 81 °F).
Synodontis batensoda có màu xanh bạc đến xám xanh, chúng có râu màu đen, phần dưới bụng hơi đen. Thỉnh thoảng, một vài cá thể của loài này có thể có màu nâu đỏ ở đó. Những cá thể gần trưởng thành sẽ có những đốm màu tối lớn ở hai bên. Ở mang, thay vì có 7 đến 33 lá mang như các loài thuộc chi Synodontis khác thì chúng lại có 39 đến 42 cái. Vây lưng và vây ngực liền kề nhau. Đôi mắt to, có màu xám đen với màu nâu. Và giống như các loài Synodontis khác, loài cá này hầu như luôn bơi lộn ngược. Cá này khi trưởng thành có thể phát triển lên đến 50 cm (20 in) và nặng tới 1,5 kg (3,3 lb).

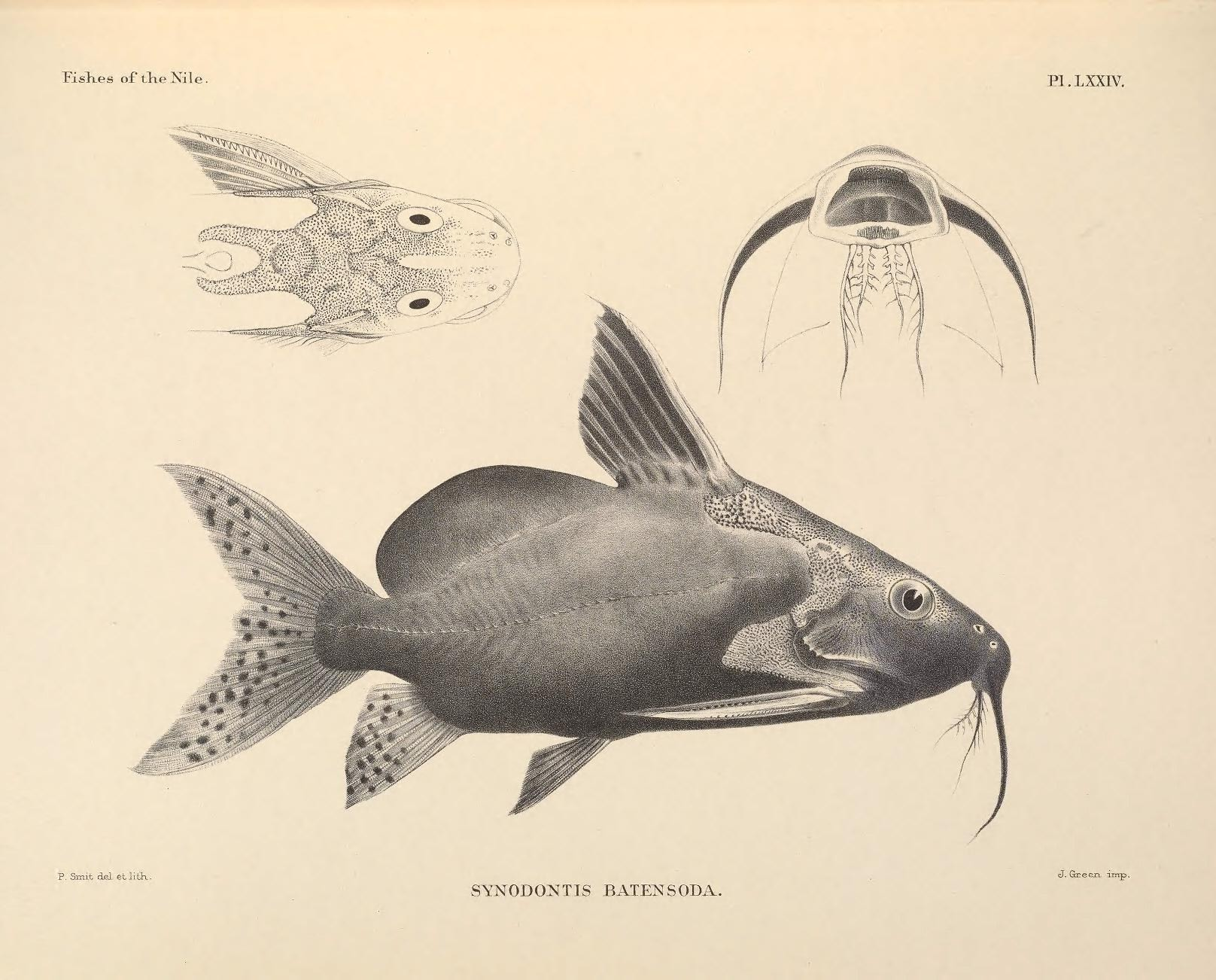
Hình ảnh của Synodontis batensoda

Chúng là loài ăn tạp nên thức ăn của chúng là các sinh vật phù du, tảo, mảnh vụn, côn trùng bề mặt, bọ gậy, động vật giáp xác đáy và động vật thân mềm. Nó là loài đẻ trứng và có nọc độc.
Trong bể, nó là loài cá hiền lành, khỏe mạnh và thích hợp để nuôi chung với các loài cá nhỏ, nhưng nó có thể bị bắt nạt bởi các loài trong chi Synodontis hung hăng hơn.